# サウンドウーノ
株式会社サウンドウーノ（英: Sounduno Inc.）は、音楽や映像関連ソフトウェアや機材のコーディネート業務を中心に、音響機材の企画開発や販売、輸出入、レンタル、スタジオ・サウンドシステムの施行、レコーディングスタジオの運営等を行う日本の会社。法人番号4010401069786。

## 概要
代表となる宇野克郎は、 マニピュレーター(音楽) として多数のプロジェクトに携わり、サウンドシステム構築、サウンドメイキングなどを行っている。 
自身のレコーディングスタジオを運営しており、スタジオの管理・運営、レコーディングエンジニアとしても活躍している。
DTM/DAWなど音楽関連ソフトウェアやPC等の機材に造詣が深く、勉強会を開いたりコーディネート業務の一環として相談に乗る等している。 

## 逸話
- BS-TBSの音楽番組「Sound Inn "S" (#67：城田優)」では、城田優が趣味の音楽機材を買うロケを行っているが、その際に同行してマイクやヘッドフォン選びを助けている様子が見られる。 [6]
- ヨルシカの3rdアルバム「盗作」では、レコーディングスタジオの項目に 'Sounduno' としてクレジットされている。[7]
- とくP（阿部尚徳）の音楽制作ユニット「へっどほんトーキョー」にマニピュレーターとして参加していた。[8]
- FM西東京で放送のラジオ番組「Radio Butterfly Effect」で初音ミク５周年記念特集の回にて、ライブステージのマニピュレーターとして参加した際の話を聞く事ができる。 [9][10]

## 事業・サービス
- サウンドシステム構築・コーディネート
- スタジオ設計・システム施工
- サウンド関連機材販売・賃貸
- レコーディングスタジオのレンタル